# Андрианова Слобода
Андрианова Слобода — деревня в Пошехонском районе Ярославской области России. Входит в состав Пригородного сельского поселения.

## География
Деревня находится в северной части области, в подзоне южной тайги, на берегах реки Ветхи, при автодороге 78К-0010, на расстоянии примерно 5 километров (по прямой) к юго-востоку от города Пошехонье, административного центра района. Абсолютная высота — 128 метров над уровнем моря.

### Климат
Климат характеризуется как умеренно континентальный, с продолжительной холодной зимой и коротким умеренно тёплым летом. Среднегодовая температура воздуха — +2,9…+3,5 °C. Годовое количество атмосферных осадков — 500—750 миллиметров, из которых большая часть выпадает в тёплый период. Преобладающее направление ветра юго-западное.

### Часовой пояс
Андрианова Слобода, как и вся Ярославская область, находится в часовой зоне МСК (московское время). Смещение применяемого времени относительно UTC составляет +3:00.

## Население
| 1859 | 1914 | 2002 | 2007 | 2010 |
| ---- | ---- | ---- | ---- | ---- |
| 182  | ↗231 | ↘23  | ↘11  | ↗15  |

### Национальный состав
Согласно результатам переписи 2002 года, в национальной структуре населения русские составляли 74 % из 23 человек.

## Общественный транспорт
Адрианова Слобода обслуживается пригородными автобусными маршрутами №№ 108 Пошехонье — Гужово, 121 Пошехонье — Тайбузино, междугородними маршрутами №№ 530 Ярославль — Пошехонье (через ЯОКБ), 530К Ярославль — Пошехонье, 537 Ярославль — Пошехонье.

## Улицы
Заречная, Монастырская.

## Достопримечательности
- Адрианов Пошехонский мужской монастырь (1543)[11]